# Ned Maddrell
Edward "Ned" Maddrell (1877 - Douglas, 27 de dezembro de 1974) foi um pescador da Ilha de Man, considerado o último falante nativo da Língua manesa (manx) do mundo.

## Vida e legado
Após a morte do Sábio Kinvig (c. 1870 -1962), Maddrell era a única pessoa restante que poderia afirmam ter falado Manx Gaelic desde a infância, embora no momento em que algumas outras pessoas falaram-lo como uma segunda língua, tendo aprendido-o mais tarde no vida. (De acordo com uma fonte, Maddrell tinha algum conhecimento de inglês antes de aprender Manx, e aprendeu Manx com sua tia-avó.)
Maddrell gravou parte de seu discurso por uma questão de preservação linguística; por exemplo, em 1948 ele gravou o seguinte sobre pesca (em manx, com a tradução em português):
Dooyrt "Ballooilley" rish:
"Ballooilley" disse a ele:
"Vel ny partanyn snaue, Joe?"
"Os caranguejos estão rastejando, Joe?"
"Cha nel monney, cha nel monney", dooyrt Joe. "T'ad feer ghoan."
"Não muito, não muito", disse Joe. "Eles são muito escassos."

Um artigo de jornal sobre o declínio de Manx por volta de 1960 (a idade de Maddrell era de 82) o menciona e cita, já que na época ele era, junto com Kinvig, um dos dois únicos falantes nativos:
Ned Maddrell, que foi para o mar aos 13 anos, descobriu que era capaz de manter seu Manx "vivo" conversando com marinheiros de língua gaélica em navios britânicos. Ele foi criado na remota vila de Cregneash , onde "a menos que você tivesse o Manx, você era um homem surdo e mudo e não servia para ninguém". Não era o que acontecia nas cidades. "Ninguém ali queria falar sobre Manx, mesmo aqueles que estavam bem. Eles tinham vergonha, tipo. 'Isso nunca vai render um centavo para você', disseram." Ned é um velho alegre, um pouco surdo, mas muito orgulhoso de seu papel como um dos últimos falantes nativos. "Eles têm gravações minhas contando lendas e histórias em Manx", disse ele, "na Irlanda e na América e em lugares dos quais você nunca ouviu falar." 
Maddrell parece ter desfrutado de seu status de celebridade secundária e estava muito disposto a ensinar revivalistas da linguagem mais jovens, como Leslie Quirk e Brian Stowell. Quando o irlandês Taoiseach Éamon de Valera visitou a ilha, ele visitou Ned pessoalmente. De Valera havia ficado furioso alguns anos antes com a inércia dos governos britânico e manx sobre o desaparecimento da língua, e enviou uma equipe da Comissão Folclórica Irlandesa com uma van de gravação de som para preservar o que restava.
A língua manx sofreu um renascimento desde sua morte, em parte graças ao apoio que Ned Maddrell deu aos alunos mais jovens da língua no final de sua vida. Hoje ele é lembrado por uma palestra anual sobre a sobrevivência da língua celta apresentada por Culture Vannin e Yn Çheshaght Ghailckagh.